# ブッシュバック属
ブッシュバック属 (Tragelaphus) は、哺乳綱鯨偶蹄目ウシ科に分類される属。ウシ科ではウシ亜科に属し、さらにイランド属とともにTragelaphini族に区別されるが、ウシ亜科から分けてブッシュバック亜科に置くこともある。シタツンガやクーズーをそれぞれシタツンガ属、クーズー属に分ける場合もある。主にアフリカに生息。

## 種類
以下の現生種の分類は、Grubb（2005）に従って7種とする。和名は川田ら（2005）に従う。

### ブッシュバック
ブッシュバック（Tragelaphus scriptus）は体高70cm程度の中型の種で、雄は鬣と20cm前後の角を有する。サハラ以南のアフリカ（セネガル、ソマリア、アンゴラ、ケープなど）の森林や藪に主に生息し、白い縦縞の文様などから様々な亜種に分類されるが、諸説ある。ここでは以下に主な亜種を並べ、和名は今泉（1988）に、英名はJosé（2016）従う。
- T. s. phaleratus カビンダブッシュバック Central bushbuck
- T. s. makalae マカラブッシュバック
- T. s. knutsoni カメルーンブッシュバック
- T. s. bor ナイルブッシュバック Nile bushbuck
- T. s. decula タナブッシュバック Abyssinian bushbuck
- T. s. dianae ダイアナブッシュバック
- T. s. scriptus セネガルブッシュバック
- T. s. fasciatus ソマリブッシュバック Eastern coastal bushbuck
- T. s. delamerei ケニアブッシュバック
- T. s. dama ダマブッシュバック
- T. s. massaicus マサイブッシュバック
- T. s. ornatus ザンビアブッシュバック Chobe bushbuck
- T. s. roualeyni リンポポブッシュバック
- T. s. sylvaticus ケープブッシュバック Cape bushbuck

### ニアラ
ニアラ（Trgelaphus angasii）はマラウイ、アンゴラなどの沼地に生息している種で、体高120cm、体長150cm前後の中型で、雄は80cmを超える長い角を持つ。茂みの深いところにハーレムを形成して少数頭で生息する。亜種は認められていない。

### マウンテンニアラ
マウンテンニアラ（Trgelaphus buxtoni）はニアラにくらべて体高120cm、体長200cmとかなりの大型種。雄が持つ角も120cmあり、1回から2回ほど捩れている。1908年にエチオピア南部のサハツ山、標高2700mで発見された。乾期になるとさらに高地へ移動し、4200m前後に分布する。ニアラと同じくハーレムを形成する。シダモからハラールにかけての山岳地帯に生息する。亜種は認められていない。

### シタツンガ
シタツンガ（Trgelaphus spekii）はニアラに似た種であるが、硬毛を持ち、雄の有する角は1回から2回捩れている。セネガル、エチオピア、スーダン、タンザニア、カメルーン、コンゴ、ジンバブエ、ザンビアなどの葦やパピルスなどの茂る沼地に生息する。ハーレムを形成する場合と、1対の場合と両方が確認されており、大きな群れは形成しない。和名は今泉（1988）に、英名はJosé（2016）従う。
・T. s. gratus ガボンシタツンガ Western Sitatunga
　中部アフリカ赤道以北周辺と一部ガンビア周辺に生息する。白斑は個体差が大きい。後脚が長く猫背に見える。角は１〜２回捻れる。
・T. s. spekeii ニアンザシタツンガ East African Sitatunga
　南スーダン〜タンザニアに生息する。オスは灰褐色、メスは鮮やかな赤褐色である。蹄が長く、角は半〜１回捻れる。
・T. s. sylvestris ヌコシシタツンガ Nkosi Island Sitatunga 
　ニアンザシタツンガに近い亜種で、ヴィクトリア湖セセ諸島（英語版）ヌコシ島に生息する。食物が制限されているためか、体と角が小さい。 
・T. s. selousi ザンベジシタツンガ Zambezi Sitatunga
　コンゴ南部からコンゴ民主共和国中央部、ザンビア、タンガニーカ湖南端、ナミビア、ボツワナ北部などの湿地環境に生息する。オスは茶色がかった灰色、メスは濃い褐色。斑点はオスがなく、メスはあっても微か。角は1~1.5回捻れる。

### クーズー
クーズー（Trgelaphus trepsiceros）はヨーロッパに生息するアカシカに似た種で、180cmを超える角を持つ大型種。山地や石の多い藪地などに小さな群れまたはハーレムを形成して生息する。ソマリア、エチオピア、スーダン、ケニア、コンゴ、アンゴラなど広域に分布。

### レッサークーズー
レッサークーズー（Trgelaphus imberbis）は体つきはクーズーに酷似しているが小型で、雄は80cm程度の角を有する。ソマリア、エチオピア、タンザニア、ケニアなどの乾燥地帯に生息する。